# バピネウズマブ
バピネウズマブ (Bapineuzumab) (通称: バピ) は、神経系に作用するヒト化モノクローナル抗体であり、アルツハイマー病 (AD) や緑内障の治療薬としての価値があると考えられている。しかし、2012年の2つの主要な臨床試験では、ADの主要バイオマーカーであるアミロイド脳プラークや脳脊髄液中の高リン酸化タウタンパク質が低下したにもかかわらず、患者の認知機能に有意な改善をもたらすことはできなかった。
バピネウズマブは、最初の3つのアミノ酸が関与する内部水素結合によって安定化されたらせん状構造 (4HIX.pdb) で、Aβペプチドの極端なN末端5残基を認識することが示されている。
バピネウズマブは、アルツハイマー病の神経病理学的な背景にあると考えられているβ-アミロイド (Aβ) 斑に対する抗体である。AN-1792と呼ばれるヒトβ-アミロイドに対するワクチン接種の以前の臨床試験では、能動免疫を使用したアルツハイマー病患者はプラーク除去の効果が認められたものの、被験者の6％が無菌性髄膜炎を発症し、試験は中止された。

## 試験
バピネウズマブは、製薬会社のエラン社とワイス社によって共同開発され、2007年12月に第Ⅲ相臨床試験を開始した。2008年に、ジョンソン・エンド・ジョンソン社の関連会社は、エランがワイスと共有していたアルツハイマー型認知症の免疫療法プログラムに関連するエランの資産の大部分を取得した。このプログラムは、2009年にワイスを買収したファイザー社で継続されている。
バピネウズマブは、最高用量を投与された患者の脳組織へ体液の蓄積 (ARIA-E) など、アミロイド関連画像異常を引き起こすことが判明した最初の抗体であった。バピネウズマブを0.5mgまたは1mgのいずれかを投与された被験者には健康リスクは認められなかった。最高用量を投与されている、または投与を予定していた患者は、試験から除外されるか、低用量に切り替えられる。
アルツハイマー型認知症患者の脳プラークを標的とした薬剤の有効性は疑問視されているものの、そのような薬剤はまだ臨床症状を発症していない患者に投与することで予防効果が期待できる可能性がある。
2012年8月6日、ファイザーとジョンソン・エンド・ジョンソンは、バピネウズマブの静脈内投与製剤の開発を終了すると発表した。試験では、軽度から中等度のアルツハイマー病患者を対象とした2つの後期試験で、この薬がプラセボよりも優れた効果がないことが示された。
エランは、2013年7月16日、ジョンソン・エンド・ジョンソンがバピネウズマブ皮下投与製剤の第II相試験を中止したと発表した。

## インサイダー取引
元S.A.C.キャピタルアドバイザーズのMathew Martomaは、2014年2月に、神経内科医のSid Gilmanがバピネウズマブの試験をキャンセルしたというニュースでインサイダー取引を行ったとして有罪判決を受けた。